# Iveta Dapkutė
Iveta Dapkutė (* 29. Januar 1993) ist eine litauische Tennisspielerin.

## Karriere
Dapkutė begann mit sieben Jahren das Tennisspielen und bevorzugt Hartplätze. Sie spielt bislang vorrangig Turniere der ITF Women’s World Tennis Tour, wo sie bisher einen Titel im Doppel gewinnen konnte.
2021 debütierte sie für die litauische Billie-Jean-King-Cup-Mannschaft, wo sie bislang bei zwei Einsätzen ein Einzel und ein Doppel gewann.

## Turniersiege

### Doppel
| Nr. | Datum            | Turnier | Kategorie | Belag             | Partnerin    | Finalgegnerin                      | Ergebnis         |
| --- | ---------------- | ------- | --------- | ----------------- | ------------ | ---------------------------------- | ---------------- |
| 1.  | 2. Dezember 2022 | Loudada | ITF W15   | Hartplatz (Halle) | Julita Saner | Lee Pei-chi Maria Vittoria Viviani | 6:3, 4:6, [10:7] |